# 仮登記担保契約に関する法律
仮登記担保契約に関する法律（かりとうきたんぽけいやくにかんするほうりつ、昭和53年法律第78号）は、仮登記担保契約に関する法律で、民法に対する特別法である。
債権者の清算義務や債務者の受戻権が規定され、当事者間の衡平を図る内容となっている。